# Francesco Imbert Paternò Gioeni
Francesco Imbert Paternò Gioeni (Napoli, 7 dicembre 1827 – Catania, ...) è stato un politico italiano.

## Biografia
Francesco Gabriele Giuseppe, nome completo, nacque nel 1827, da Gaetano Imbert (1785-?), napoletano, capitano di Fregata della Real Marina del Regno delle Due Sicilie, e da Donna Maria Antonia Paternò e Gioeni (1799-?) di Palermo, duchessa di Furnari, figlia di Giuseppe (* 1773 † Catania, 17-I-1844) – a sua volta erede di Vincenzo Benedetto Paternò e Tedeschi, ultimo investito dei titoli di duca di Furnari e barone di Ficarazzi, secondo lo Spreti) – e di Agatina Gioeni.
Già assessore ai Lavori Pubblici, divenne sindaco di Catania dal 1º febbraio al 14 novembre 1866. Sposò a Catania la nobildonna Giovanna Rapisardi di Sant'Antonio. Ricevette l'onorificenza di Cavaliere dell'Ordine Mauriziano. Con D.M. del 15 settembre 1899 gli vennero riconosciuti i titoli di duca di Furnari e barone di Ficarazzi.
Istituì il Cimitero Monumentale di via Aquicella, durante l'epidemia colerica del 1866-1867; darà le dimissioni per la fuga dei consiglieri impauriti dal contagio. Il fratello Antonio Imbert (1824 † 11-XII-1876) fu ammiraglio, collaborò alla compilazione della carta idrografica dell'Adriatico; sposato con Armonia Fiorillo, morì senza eredi.